# Geir Pollestad

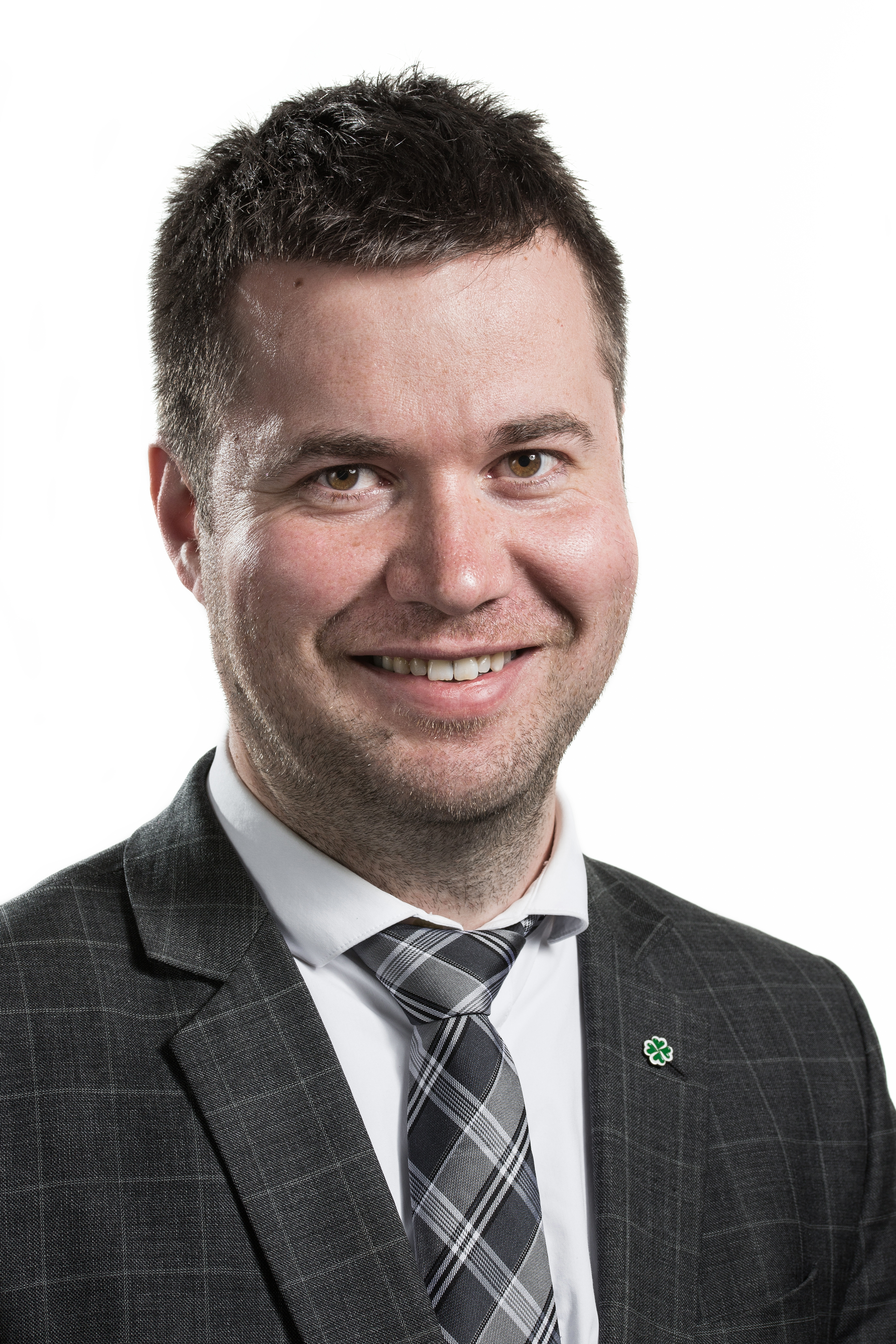
Geir Pollestad, 2013

Geir Pollestad (* 13. August 1978 in Hå) ist ein norwegischer Politiker der Senterpartiet (Sp). Von 2009 bis 2012 war er Abgeordneter im Storting, seit 2013 ist er es erneut. Von August 2023 bis Februar 2025 war er der Landwirtschafts- und Ernährungsminister seines Landes. Zwischen Juni 2008 und September 2009 sowie zwischen September 2012 und September 2013 fungierte Pollestad als Staatssekretär in der Regierung Jens Stoltenberg II. 

## Leben
Nach dem Abschluss der weiterführenden Schule in Bryne studierte Pollestad von 1998 bis 1999 Wirtschaft an der Universität Stavanger. Anschließend studierte er von 1999 bis 2006 Rechtswissenschaften an der Universität Bergen. In der Zeit von 2006 bis 2007 arbeitete er als Anwalt.
Von Januar bis September 2007 war er als politischer Referent im Kommunal- und Regionalministerium unter Ministerin Åslaug Haga tätig. Unter Haga führte Pollestad diese Tätigkeit nach ihrem Ministerpostenwechsel von September 2007 bis Juni 2008 im Öl- und Energieministerium fort. Am 20. Juni 2008 erfolgte seine Ernennung zum Staatssekretär im Öl- und Energieministerium. Als solcher war er weiter unter Åslaug Hage tätig. Zum 8. Oktober 2008 wechselte er in das Verkehrsministerium, wo er unter Liv Signe Navarsete Staatssekretär war. Er blieb bis Ende September 2009 in diesem Amt.

### Stortingsabgeordneter
Pollestad trat bei den Parlamentswahlen 2001, 2005 und 2009 an, jeweils ohne ein direktes Mandat für das norwegische Nationalparlament Storting zu erhalten. Er wurde stattdessen Vararepresentant, also Ersatzabgeordneter. Im Zeitraum zwischen Oktober 2009 und Juni 2012 kam er dabei zu einem festen Einsatz als Abgeordneter, da seine Parteikollegin Magnhild Meltveit Kleppa zu dieser Zeit der Regierung angehörte und ihr Mandat ruhen lassen musste. Pollestad vertrat während seiner Einsatzzeit den Wahlkreis Rogaland und wurde Mitglied im Arbeits- und Sozialausschuss. Am 28. September 2012 wurde Pollestad erneut zum Staatssekretär im Verkehrsministerium ernannt, wo er unter Verkehrsministerin Marit Arnstad bis zum 1. Oktober 2013 blieb. Neben dieser Tätigkeit saß er zwischen 2011 und 2019 zudem im Kommunalparlament von Time.
Bei der Parlamentswahl 2013 schaffte Pollestad erstmals den direkten Einzug ins Storting. Er wurde Mitglied im Energie- und Umweltausschuss, bevor er im April 2014 in den Wirtschaftsausschuss wechselte und dessen Vorsitzender wurde. Er behielt den Posten auch nach der Wahl 2017. Im Anschluss an die Stortingswahl 2021 wechselte er in den Finanzausschuss.

### Landwirtschafts- und Ernährungsminister
Am 4. August 2023 wurde Pollestad im Rahmen einer kleineren Kabinettsumbildung als Nachfolger von Sandra Borch zum neuen Landwirtschafts- und Ernährungsminister in der Regierung Støre ernannt. Zuvor war Senterpartiet-Politiker Ola Borten Moe als Forschungs- und Hochschulminister zurückgetreten und Borch übernahm dessen Ministerposten. Er schied nach dem Regierungsaustritt der Senterpartiet am 4. Februar 2025 aus dem Amt aus. Sein Nachfolger wurde Nils Kristen Sandtrøen.
Nachdem er als Mitglied der Regierung sein Mandat im Storting ruhen lassen musste und von seinem Parteikollegen Tor Inge Eidesen vertreten worden war, kehrte er im Februar 2025 ins Storting zurück. Dort wurde er erneut Mitglied im Finanzausschuss.